# Токійська поліція крові
Токійська поліція крові (Tôkyô zankoku keisatsu) — японський фантастичний бойовик 2008 року; сценарій, монтаж і режисура Йосіхіро Нісімура.

## Про фільм
В антиутопічній Японії божевільний вчений, відомий як «Людина-ключ», створює вірус. Цей вірус перетворює людей на жахливих істот «Інженери». Вони створюють дивну біомеханічну зброю з тіл травмованих людей.
Щоб боротися з «інженерами», поліція Токіо формує спеціальний загін під назвою «Мисливці за інженерами». Мисливці — це приватна напівлегальна мілітарна сила, яка використовує насильство, садизм і вуличні страти для підтримки закону та порядку.

## Знімались
| Актор            | Роль                    |
| ---------------- | ----------------------- |
| Ейхі Шіїна       | Ру́ка                    |
| Іцудзі Ітао      | Кеймен                  |
| Ікуко Савада     | незалежна власниця бару |
| Куй Ізумі        | дівчина-собака          |
| Аяно Ямамото     |                         |
| Акане Аканезава  |                         |
| Майко Асано      |                         |
| Такаші Сімідзу   |                         |
| Сіон Соно        |                         |
| Кейсуке Тойошима |                         |
| Макото Камія     |                         |